# Welterbe in Saudi-Arabien

Zum Welterbe in Saudi-Arabien gehören (Stand 2024) acht UNESCO-Welterbestätten, davon sieben Stätten des Weltkulturerbes und eine Stätte des Weltnaturerbes. Saudi-Arabien ist der Welterbekonvention 1978 beigetreten, die erste Welterbestätte wurde 2008 in die Welterbeliste aufgenommen. Die bislang letzte Welterbestätte wurde 2024 eingetragen.

## Welterbestätten
Die folgende Tabelle listet die UNESCO-Welterbestätten in Saudi-Arabien in chronologischer Reihenfolge nach dem Jahr ihrer Aufnahme in die Welterbeliste (K – Kulturerbe, N – Naturerbe, K/N – gemischt, (G) – auf der Liste des gefährdeten Welterbes).
| Bild                                                   | Bezeichnung                                            | Jahr | Typ | Ref. | Beschreibung |
| ------------------------------------------------------ | ------------------------------------------------------ | ---- | --- | ---- | --- |
| (weitere Bilder)                                       | Archäologische Stätte Al-Hijr (Madâin Sâlih)           | 2008 | K   | 1293 | Erfüllte Kriterien für Weltkulturerbe: ii., iii. |
| Stadtteil At-Turaif in Ad-Dir’iyah                     | Stadtteil At-Turaif in Ad-Dir’iyah                     | 2010 | K   | 1329 | Historischer Ortsteil von Dirʿiyya. Heimat der Familie Al Saud und erste Hauptstadt des saudischen Staates. Erfüllte Kriterien für Weltkulturerbe: iv, v., vi. |
| (weitere Bilder)                                       | Historisches Dschidda, das Tor nach Mekka              | 2014 | K   | 1361 | Historischer Stadtkern der Stadt Dschidda Erfüllte Kriterien für Weltkulturerbe: ii., iv, vi. |
| (weitere Bilder)                                       | Felsbildkunst in der Region Ha´il in Saudi-Arabien     | 2015 | K   | 1472 | Felszeichnungen am Dschebel Umm Sinman bei Jubba sowie am Dschebel al-Mandschur und am Dschebel Raat bei Schuwaimis in der Provinz Ha'il Erfüllte Kriterien für Weltkulturerbe: i., iii. |
| Oase Al-Ahsa                                           | Oase Al-Ahsa                                           | 2018 | K   | 1563 | Die mit Kanälen, Gärten, Quellen, Brunnen, historischen Gebäuden und einem Entwässerungssee ausgestattete Landschaft Al-Ahsa im Osten Saudi-Arabiens ist seit dem Neolithikum besiedelt und gilt mit mehr als 2,5 Millionen Palmen als die größte Oase der Welt. Erfüllte Kriterien für Weltkulturerbe: iii., iv., v. |
| (weitere Bilder)                                       | Kulturraum von Ḥimā (Lage)                             | 2021 | K   | 1619 | Zollstation an einer alten Karawanenroute mit bis zu 7.000 Jahre alten Felsbildern. Erfülltes Kriterium für Weltkulturerbe: iii. |
| 'Uruq Bani Ma’arid                                     | 'Uruq Bani Ma’arid (Lage)                              | 2023 | N   | 1699 | Wüstenlandschaft im Süden Saudi-Arabiens. Erfüllte Kriterien für Weltnaturerbe: vii., ix. |
| Die Kulturlandschaft der archäologischen Stätte Al-Faw | Die Kulturlandschaft der archäologischen Stätte Al-Faw | 2024 | K   | 1712 | Präislamische Stadt al-Faw (Qariah) Erfüllte Kriterien für Weltkulturerbe: ii., v. |

## Tentativliste
In der Tentativliste sind die Stätten eingetragen, die für eine Nominierung zur Aufnahme in die Welterbeliste vorgesehen sind. Mit Stand 2024 sind 14 Stätten in der Tentativliste von Saudi-Arabien eingetragen, die letzte Eintragung erfolgte im Januar 2024. Die folgende Tabelle listet die Stätten in chronologischer Reihenfolge nach dem Jahr ihrer Aufnahme in die Tentativliste.
| Bild                                                                           | Bezeichnung                                                                    | Jahr | Typ | Ref. | Beschreibung |
| ------------------------------------------------------------------------------ | ------------------------------------------------------------------------------ | ---- | --- | ---- | --- |
| (weitere Bilder)                                                               | Hedschasbahn                                                                   | 2015 | K   | 6026 | |
| Syrische Haddsch-Route                                                         | Syrische Haddsch-Route                                                         | 2015 | K   | 6027 | Stätten an der Pilgerroute für die Haddsch von Damaskus nach Mekka, trifft nach Medina auf die Ägyptische Haddsch-Route |
| Ägyptische Haddsch-Route                                                       | Ägyptische Haddsch-Route                                                       | 2015 | K   | 6028 | Stätten an der Pilgerroute für die Haddsch von der Stadt Haql am Golf von Akaba nach Mekka |
| Historischer Ort Rijal Almaa                                                   | Historischer Ort Rijal Almaa                                                   | 2015 | K   | 6030 | in der Provinz Asir |
| Historischer Ort Zee Ain                                                       | Historischer Ort Zee Ain                                                       | 2015 | K   | 6031 | in der Provinz Baha |
| Schutzgebiet der Farasan-Inseln                                                | Schutzgebiet der Farasan-Inseln                                                | 2019 | N   | 6370 | in der Provinz Jazan |
| Antike ummauerte Oasen in Nord-Arabien                                         | Antike ummauerte Oasen in Nord-Arabien                                         | 2022 | K   | 6575 | Umfasst vier Oasen: Dumat al-Jandal (stand bereits seit 2015 auf der Tentativliste), Tayma, Qurayyah, Ha'it |
| Fayd                                                                           | Die Haddsch-Pilgerroute: Darb Zubaydah (Saudi-Arabien)                         | 2022 | K   | 6577 | Neun Stätten an der Pilgerroute für die Haddsch von Kufa nach Mekka: Al-Thulaimiya, Al-Jumaimiyah, Al-Zabalah, Pilgerweg zwischen Buraykat al-‘Ashshar und Birkat al-‘Ara’ish, Fayd, Al-Neqrah – Al-Jafniyah Becken, Al-Rabadhah, Al-Kharabah und Harrat Rahat, Strecke zwischen Sufayna und Birket Hadha; beinhaltet alle Komponenten des Vorschlags von 2015. |
| Prähistorische Steinskulpturen in Saudi-Arabien                                | Prähistorische Steinskulpturen in Saudi-Arabien                                | 2023 | K   | 6636 | Umfasst 10 verschiedene Steinskulpturen. |
|                                                                                | Wassermanagement in Saudi-Arabien: Die antiken Dämme                           | 2023 | K   | 6637 | Umfasst 5 verschiedene antike Staudämme. |
| Bioklimatische Refugien im westlichen Arabien                                  | Bioklimatische Refugien im westlichen Arabien                                  | 2023 | N   | 6638 | Umfasst 7 Schutzgebiete. |
| Das industrielle Erdöl-Erbe in Saudi-Arabien                                   | Das industrielle Erdöl-Erbe in Saudi-Arabien                                   | 2023 | K   | 6639 | Umfasst 5 Objekte. |
| Die ländliche Kulturlandschaft der Sarawat Berge                               | Die ländliche Kulturlandschaft der Sarawat Berge                               | 2023 | K   | 6640 | Umfasst 7 Kulturlandschaften. |
| Korallenriffe im Golf von Akaba und dem Roten Meer im Königreich Saudi-Arabien | Korallenriffe im Golf von Akaba und dem Roten Meer im Königreich Saudi-Arabien | 2024 | N   | 6701 | Korallenriffe im Golf von Akaba und im Roten Meer |